# Janów Podlaski (gromada)
Janów Podlaski – dawna gromada, czyli najmniejsza jednostka podziału terytorialnego Polskiej Rzeczypospolitej Ludowej w latach 1954–1972.
Gromady, z gromadzkimi radami narodowymi (GRN) jako organami władzy najniższego stopnia na wsi, funkcjonowały od reformy reorganizującej administrację wiejską przeprowadzonej jesienią 1954 do momentu ich zniesienia z dniem 1 stycznia 1973, tym samym wypierając organizację gminną w latach 1954–1972.
Gromadę Janów Podlaski z siedzibą GRN w Janowie Podlaskim utworzono – jako jedną z 8759 gromad na obszarze Polski – w powiecie bialskim w woj. lubelskim na mocy uchwały nr 5 WRN w Lublinie z dnia 5 października 1954. W skład jednostki weszły obszary dotychczasowych gromad Janów Podlaski I, Janów Podlaski II, Janów Podlaski III i Zaborek kol. oraz miejscowość Wygoda z dotychczasowej gromady Pawłów Stary ze zniesionej gminy Janów Podlaski w tymże powiecie. Dla gromady ustalono 23 członków gromadzkiej rady narodowej.
29 lutego 1956 do gromady Janów Podlaski włączono wieś Pawłów Stary z gromady Pawłów Nowy w tymże powiecie.
1 stycznia 1960 z gromady Janów Podlaski wyłączono wieś Pawłów Stary, włączając jej obszar do nowo utworzonej gromady Pawłów Stary w tymże powiecie, której została siedzibą GRN; do gromady Janów Podlaski włączono natomiast wsie Klonownica Mała wieś, Klonownica Plac, Polinów, Mauryki, Nowinki kol., Polinów, Dąbrowa, kol. Utkowiec, Zaborek i Janowski przysiółek ze zniesionej gromady Klonownica w tymże powiecie.
1 stycznia 1962 do gromady Janów Podlaski włączono wsie Błonie, Kajetanka, Ostrów, Werchliś i Woroblin ze zniesionej gromady Błonie w tymże powiecie.
1 stycznia 1969 do gromady Janów Podlaski włączono wsie Stare Buczyce, Bubel, Granna, Bubel Łukowiska, Stary Bubel, Jakówki, Nowy Pawłów, Stary Pawłów, Peredyło i Romanów ze zniesionej gromady Stary Pawłów w tymże powiecie.
Gromada przetrwała do końca 1972 roku, czyli do kolejnej reformy gminnej. 1 stycznia 1973 w powiecie bialskim reaktywowano gminę Janów Podlaski.